# Neuer Welt-Bott
Der Neue Welt-Bott („Neuer Welt-Bote“) ist eine bedeutende Quelle der Missionsgeschichte des 18. Jahrhunderts. In dem Werk erschienen von 1728 bis 1758 Nachrichten von Missionaren aus aller Welt in insgesamt 40 Folgen. Die Herausgabe erfolgte durch Veith in Augsburg und Graz.

## Geschichte
Pater Joseph Stöcklein (1676–1733), Priester und Jesuiten-Missionshistoriker, ist der bekannteste Redakteur dieses Werkes. Es enthält eine Zusammenstellung von Berichten der Jesuitenmissionare in europäischen und außereuropäischen Ländern, unter anderem aus dem Osmanischen Reich, aus Ostindien und aus Nord- und Südamerika. Der Neue-Welt-Bote enthielt – ähnlich wie die von Stöcklein für seine eigenen Zwecke herangezogenen französischen Lettres édifiantes et curieuses – Berichte so unterschiedlicher Art wie über das Erdbeben von 1730 in Peking, die französischen Kolonien in Louisiana in Nordamerika und die dortigen Aufstände, die Geschichte der Drusen und Maroniten, sowie Missionsberichte aus den Jesuitenreduktionen in Paraguay und vieles andere.